# Ploranera cendrosa
La ploranera cendrosa (Laniocera hypopyrra) és una espècie d'ocell de la família dels titírids (Tityridae). Es troba al nord d'Amèrica del Sud. El seu hàbitat són els boscos tropicals i subtropicals de frondoses humits i els pantans tropicals. El seu estat de conservació es considera de risc mínim.